# Одисеј
Одисеј (грч. Ὀδυσσεύς, лат. Ulixes), херој Хомеровог епа Одисеја. По Хомеру Одисеј је био краљ Итаке, син Лаерта и Антиклеје (кћерке Аутолика из Парнаса), Пенелопин муж и Телемахов отац. По другим предањима Одисеј је Сизифов син и отац синова Кирке, Калипсо и других нимфи.
Одисеј је био изузетно мудар, оштроуман, речит, сналажљив, храбар и истрајан. У Илијади Одисеј је човек који се најбоље сналази у кризама и односима међу Грцима и он је одиграо главну улогу у помирењу Агамемнона и Ахила. 
Одисејева лутања и повратак своме дому и краљевству су централна тема Одисеје, епа у 24 поглавља, а такође је познат по предлогу да се Троја заузме лукавством помоћу дрвеног коња. Поглавља VI-XIII описују његова лутања од Троје до Итаке: прво је дошао у земљу Лотофага где је с великом муком ослободио своје другове који су пали у летаргију јер су јели лотос; ослепео је киклопа Полифема и побегао из његове пећине обешен о трбух овна; изгубио је 11 од 12 својих бродова у борби с људождерима Лестригонцима. Потом је стигао на острво чаробнице Кирке, где је спасао своје другове које је Кирка претворила у свиње. Затим је посетио земљу духова где је разговарао с Агамемноновим духом и сазнао од тебанског пророка Тиресије како да ублажи Посејдонов бес. Сусрео се са сиренама, Сцилом и Харибдом. Коначно је једини преживео олују и стигао на идилично острво нимфе Калипсо.
После двадесет година лутања Одисеј се враћа на Итаку где његова жена Пенелопа и син Телемах покушавају да се одупру многобројним просцима који су заузели краљевство у његовом одсуству. У почетку га је познао само верни пас и дојиља. Одисеј доказује свој идентитет – уз помоћ богиње Атине – тако што успева да затегне и одапне стрелу из свог старог лука. На крају, уз помоћ Телемаха, убија Пенелопине просце. Пенелопа му и даље не верује али после више искушавања коначно га прихвата као свог давно изгубљеног мужа и краља Итаке.
У Одисеји Одисеј има много могућности да покаже своју вештину лукавства и превара; али су у исто време његова храброст, лојалност и великодушност на сталној проби. Класични грчки писци га понекад представљају као бескрупулозног политиканта а понекад као мудрог и поштованог државника. Филозофи су се углавном дивили његовој интелигенцији и мудрости. Неки римски писци (као Вергилије и Стације) су покушали да га омаловаже као уништитеља Троје, за коју су сматрали да је постојбина Римљана; други (као Хорације и Овидије) су му се дивили. Рани хришћански писци су га величали као пример мудрог ходочасника.

## Етимологија
Одисејево грчко име има неколико могућности: Ὀλυσσεύς, Olysseus, Οὐλιξεύς, Oulixeus, Οὐλίξης, Oulixes. У римској митологији био је познат као латински Ulixes или Ulyssess (отуд му је други назив - Уликс).
Према Хомеру његово име значи „син боли". Могуће је да долази од грчке речи οδηγος, odēgós = водич. Може значити и „бол" у смислу да пати, јер на крају, Одисеј у целој причи болује, психички или физички.
Чест му је епитет Λαερτιάδης, Laertiades = Леартов син. Његов лик и приче су позајмили и Етрурци назвавши га Утузе.

## Митологија

### Тројански рат

#### Пре Тројанског рата
Одисеј је био један од Хеленских просаца. Тезеј и Пирит су се заветовали да ће оженити Зевсове ћерке, а Тезеј је изабрао Хелену. Он и Пирит су је отели и задржали све док није била довољно зрела за удају. Пирит је изабрао Персефону, Хадову жену. С Тезејевом мајком Етром отишли су у Хад да отму Персефону. Хад се правио да је гостољубив, али када су седели за сто, змије су их приковале за места. Хелену су спасила њена браћа Кастор и Полидеук и вратили је у Спарту.
Кад је дошло време за Хеленину удају, многи су просци дошли по њену руку из целог света. Међу просцима били су Одисеј, Менест, Ајант, Патрокло, Идоменеј, а фаворит је био Менелај, који није дошао лично - представио га је његов брат Агамемнон. Хеленин отац Тиндареј није знао како да одбије остале просце, а да не започне свађу. Одисеј је обећао да ће он то решити ако га у супротном подржи у његовом удварању Пенелопи. Тиндареј се сложио, а Одисеј је рекао да сви просци морају да положе заклетву да ће прихватити и касније бранити изабраног мужа. На крају, Хелена се удала за Менелаја. Након Тиндарејеве смрти, Менелај је постао краљ Спарте, јер Тиндарејеви синови Кастор и Полидеук били су већ мртви и узнешени на Олимп.
Кад је Хелену отео Парис, Менелај је, позвавши се на заклетву, позвао просце да му помогну да је врати. Будући да је пророчица прорекла да се неће дуго, дуго вратити, Одисеј није желео да иде у рат, него се правио да је луд. Агамемнон, Менелајев брат послао је Паламеда да увери Одисеја да се прикључи просцима. Паламед је био интелигентан и ставио је Телемаха, Одисејевог новорођеног сина, испред плуга. Одисеј није могао да га убије, па је тако Паламед открио да је ментално здрав па је кренуо у Тројански рат.
Агамемнон је, сад кад је имао Одисеја, у својој војсци желео и Ахила, јер пророчанство говори да Троја без њега не може бити освојена. Одисеј је био један од посланика који су отишли да га увери да се придружи војсци.
Наиме, пророчица је претказала да ће или живети дуг, али досадан живот или кратак, али узбудљив; тако да се Ахил бојао ратних последица. Врач Калхант је прорекао да му је суђено да умре у Троји. Тетида га је одвела на Скиру, краљу Ликомеду и прерушила га у девојку. На том двору са Дидамијом имао је сина Неоптолема. Одисеј је питао да ли може да поднесе дарове женама и изложио драгуље, а такође и оружје - мач, копље и штит. Све девојке су се дивиле накиту, а само се Ахил дивио оружју и тако га је Одисеј препознао. Одисеј му је дозволио да задржи оружје, а потом су кренули у рат. Друга прича мита говори да се зачула ратна труба и да је Ахил инстинктивно зграбио оружје. 
Пре рата, Одисеј се придружио Менелају и Паламеду у покушају да мирно врате Хелену, али нису успели. Након расправе на Пријамовом двору, Тројанци су вређали Менелаја и Одисеја, осим Антенора који је био гостољубив. Због тога су га поштедели у уништавање Троје.

#### За време Тројанског рата
Одисеј је био један од главних јунака у Тројанском рату који Хомер верно описује у својој Илијади.,
Када су ахајски бродови пристали на тројанским обалама, нико није први изашао, јер је претпостављено да ће први Ахајац који стане на тројанско тло умрети. Одисеј је бацио свој штит на обалу и скочио на штит. Следио га је и Протесилај који је скочио на земљу и после први умро.
Одисеј никада није опростио Паламеду раскринкање његовог „лудила" и подметнуо му је издају. Наиме, уверио је тројанског заробљеника да напише писмо која је изгледало као да га је послао Паламед, а писму је био захтев да му се пошаље злато као награда за издају. Одисеј је убио заробљеника и сакрио злато у Паламедов шатор. Наместио је да писмо буде пронађено те га је Агамемнону дао упутства како да дође до злата. Грци су потом каменовали Паламеда. Друга прича мита говори да су Диомед и Одисеј подстакнули Паламеда да се спусти са зида, тврдећи да је благо на дну. Када се Паламед спустио, каменовали су га.
Одисеј је био један од најутицајнијих грчких првака у рату, саветнику и борац. Када је Агамемнон, да би проверио ахајски морал, предложио повлачење, Одисеј је вратио ред у таборима. Након тога, многи јунаци лежали повређени, укључујући и Одисеја и Агамемнона, али Одисеј је уверио Агамемнона да се не повуку. Такође је био у посланичкој посети где је покушао да уверити Ахила да учествује у рату, упркос својој љутњи која је и главна окосница Хомерове Илијаде.
Када је Хектор предложио двобој који би све решио, Одисеј се добровољно јавио (иако се Ајант борио на крају). Одисеј је помогао Диомеду да убије Резу, јер је било прорекнуто све док његови коњи пију воду из реке Скамандар, да Троја неће бити освојена.
Након што је Патрокло убијен, Одисеј је уверавао Ахила да ослободи Ахајце да једу и да се одморе, а Ахил је одмах желео да убије све Тројанце. 
Касније, када су одржане погребне игре у Патроклову част, Одисеј се борио са Ајантом, а такође је учествовао у трци. Атина му је помогла и победила у трци и извукао се нерешено у рвању, без обзира на Аполона који је помагао другима.
Када је Ахил убијен у борби, Одисеј и Ајант вратили су његово тело те оружје. За време погребних игара у част Ахила, Одисеј се поново борио са Ајантом. Тетида је рекла да ће његово оружје ићи најхрабријем Грку. Обојица су се борила да добију ову титулу и Ахилово оружје, али Грци нису желели да ниједан од њих буде проглашен победником, тако да не би увредили оног другог. Нестор је предложио да тројански заробљеници одлуче о победнику. Могуће је да је тајни глас Грка одлучио о победнику. У сваком случају Ајант је изгубио, подивљао и на крају се убио мачем који је поклонио Хектору, а до тога га је довела Атина да би заштитила Одисеја од освете.
Касније се испоставило да се рат не може добити без Херакловог лука који је био код напуштеног Филоктета. Наиме, они су оставили рањеног Филоктета на острву. Одисеј и Диомед су пошли да врате лик, а према другим изворима, то су били Одисеј и Неоптолем. Филоктет, иако је патио, био је љут и жељан освете. Па ипак, Одисеј и његов пратилац су смирили Филоктета уз помоћ богова и коначно су се вратили са Филоктетом и луком и стрелама. Још једно пророчанство је говорило да се рат не може добити без Ахиловог сина Неоптолеме, а Одисеј је отишао по њега, а потом му је дао оружје његовог оца.
Касније, у рату, Одисеј је заробио Пријамовог сина, пророка Хелена, који им је рекао да Троја не може бити освојена, ако не отму паладијум који је штитио град. Одисеј и Диомед су кренули по њега. Према неким верзијама мита, Диомед је дошао у град на раменима Одисеја и није пустио Одисеја. Касније је Одисеј, када се Диомед вратио са пленом, био је бесан. Желео је да га убије и себи да припише заслугу, потегао мач, али је Диомед видио рефлексију на месечини и окренуо се и разоружао га. Затим су се вратили у логор. Друга верзија мита говори да су обојица заједно ушли у град и извршили задатак. Према неким верзијама мита, Одисеј је тајно ушао у град обучен у просјака, одевен у крваве тканине. Нико га није препознао осим Хелене и Хекабе, па се вратио неповређен са пленом у грчки логор.
Одисеј је такође дизајнирао чувеног тројанског коња. Огромног, дрвеног коња је саградио Епеј, а у њему су се сакривали велики грчки ратници под вођством Одисеја. Менелај се сложио да доведу коња испред Тројанске капије као „поклон", а остатак грчке војске се сакрио иза Тенедоса. У међувремену, грчки шпијун Синон је убедио Тројанце да је то поклон, без обзира на упозорења Лаоконта и Касандре. Пошто су тројанци, мислећи да су се Грци повукли, прославили крај опсаде, напили су се и славили и коначно унели дрвеног коња у град. Грчки ратници су искочили из коња и отворили врата тако да су омогућили другим Грцима да уђу.
Разрушили су град, убили мушкарце и продали жене и децу као робове. Прво су изашли Одисеј и Менелај који су отишли да се боре са принцем Дифобом, Пријамовим сином и Хелениним трећим мужем. Менелај је такође желео да убије Хелену јер га је оставила, али Одисеј га је спречио и натерао га да се закуне да је неће убити. Друга верзија мита говори да је Менелај потегао мач на њу, али је био заслепљен њеном још увек очаравајућом лепотом и одустао од убиства.
Због својих злочина, укључујући убиство тебанских ратника док су спавали, богови су осудили Одисеја да издрже десет година невоља пре него што се врати кући. Али остали Грци починили су тешке злочине, као што је убиство краља Пријама или Ајантово силовање Касандре, што је разбеснило Атину јер је Касандра била њена свештеница. Одисеј је потом саветовао Грцима да каменују Ајанта због његових злочина, али су Грци одбили, а љута Атина је послала олују која је уништила већину грчке флоте.

### Повратак у Итаку

#### Киконци
Након што се Одисеј са својим пратиоцима вратио из Троје, пристали су близу еурилошке земље, уверивши Одисеја да су богови на њиховој страни. Затим су опљачкали град Исмару, који се одмах предао без борбе. Одисеј је мудро рекао пратиоцима да се брзо укрцају у бродове, али они су одбили, најели се и заспали на плажи Следећег јутра, Киконци, тројански савезници и велики ратници вратили су се наоружани и бесни. Одисеј и Ахајци побегли су на своје бродове, али са жртвама.

#### Лотосоједи
Када су Одисеј и његови људи дошли на острво Лотосоједа, Одисеј је послао извиђачку групу која је јела лотос са урођеницима. То их је успавало и престали су да брину о повратку кући. Одисеј је потом отишао по те људе и насилно их вратио на брод, а затим су отпловили даље.

#### Полифем
Одисеј је стигао са својим људима на територију Киклопа и ту су наишли на огромну пећину. Ушли су у њу и направили гозбу јер су пронашли разноврсну хране. Нису знали да је пећина била дом Киклопа Полифема, једнооког дива, који се убрзо вратио. Полифем их је заточио у пећини, блокирајући излаз великим каменом који смртници нису могли да помере. Сваког дана је јео пар мушкараца, али Одисеј је убрзо схватио како да побегну.
Одисеј му је дао нерафинисано вино да га напије. Када га је Полифем питао како се зове, Одисеј је рекао - Нико. Да би му се захвалио за вино, Полифем је рекао да ће га појести последњег. Када је див пијан заспао, Одисеј и његови људи претворили су бор у велико копље које су припремили, док је Полифем чувао своје стадо напољу и ослепили су га. Полифем је јецао и запомагао, а остатали Киклопи су то чули и питали га ко му је пробо око. Он је одговорио - Нико. Киклопи су отишли мислећи да је полудео или да је жртва богова.
Ујутру је Полифем уклонио камен са улаза како би пустио овце на испашу. Пошто је био слеп, није могао да види Одисеја и његове људе, али опипао је врхове оваца, да их случајно нису зајахали. Међутим, они су били везани испод оваца и тако су побегли и ускочили у своје бродове.
Када су одмакли, Одисеј је викнуо Полифему своје име и тријумфално узвикнуо. Љути Полифем је бацио огромну стену на њих, али је промашио јер није могао да их види. Онда се помолио свом оцу Посејдону, знајући сада Одисејево име, да не дозволи Одисеју да се врати у родну Итаку или да само он стигне у страном броду, а читава посада да му умре. 
О овоме говори и Еурипидова сатирска игра Киклоп.

#### Еол
Одисеј је такође дошао у Еолију, дом Еола, бога ветра. Еол је био гостољубив према Одисеју и његовој посади, а Одисеј му је заузврат причао занимљиве приче. Еол му је такође дао врећу напуњену ветровима која би га одвела кући. Одисејеви људи су мислили да је унутра благо јер је Одисеј стално чувао врећу не спавајући. Одлучили су да је отворе пре него што су стигли кући, а одмах их је снажна олуја вратила у Еолију, а Еол више није желео да им помогне јер је мислио да су их богови проклели. Одисеј је морао поново да крене на пут од Еолије до Итаке.

#### Лестригонци
Долазили су у Телептил, базу Ламе, краља Лестригонаца. Одисеј је послао два војника и гласника који су срели урођеницу. Сачекали су њеног мужа, а када је стигао, појео је гласника, а војници су кроз прозоре побегли на брод. Лестригонци су били људождери и напали су Одисејеве људе камењем, поплавши све бродове осим једног.

#### Кирка
Потом су стигли на Киркино острво, где је Одисеј послао људе да истраже територију. Кирка их је позвала на гозбу која је била зачињена магичним напицима, а затим их претворила у свиње са магичним штапићем. Само Еурилох је успео да побегне и обавести Одисеја. Одисеј је тада кренуо да спаси своје људе, али га је пресрео Хермес и рекао му да ће му дати посебну биљку која би спречила Киркину чаролија. То је било и учињено и он је натерао Кирку да његове људе поново претвори из свиња у људе.
Кирка се заљубила у Одисеја и није желела да оде, али након годину дана ипак их је пустила да оду.
На Киркином острву је Елпенор, најмлађи члан Одисејеве посаде, умро. Према једној верзији мита, пао је са Киркиног крова и пад га је убио, а према другој верзији је умро након напуштања острва када га је одувао снажан ветар и умро је на бродској палуби. Посада је, након његове смрти, видела белу птицу која је пролетела и то су схватили као да их његова душа води даље, а да је његову смрт изазвала богиња Атина.

#### Путовање у подземни свет
Одисеј је желео да разговара са Тиресијом и кренули су ка реци Ахерон у Хад где су принели жртве да би могли да разговарају са мртвим душама. Одисеју су његова мајка, пријатељ Елпенор и Ахил дали различите савете како да превазиђу препреке које га чекају. Одисеј је жртвовао овна, а крв је привукла духове. Задржао их је у заливу и захтевао да разговара са Тиресијом који му је рекао како да пређе Хелијево стадо и Харибдов вртлог.
Тиресија је рекао Одисеју да се, након повратка у Итаку, мора да принесе жртву Посејдонову како би га смирио. Такође му је рекао да ће умрети као мудар и стар човек ако то учини.

#### Сирене
Након повратка у Хад, опет се вратио на Киркино острво, а Кирка га је упозорила на сирене која би могле да га униште и саветовала му или да зачепи уши или, ако баш мора да чује његово певање, да бити причвршћен за јарбол, тако да не може да прати звук и тиме постане неповратно изгубљен. Затим су отишли са Киркиног острва.
Његови људи су зачепили уши воском и он им је заповедио да игноришу његова запомагања. Он је био привезан за јарбол - желео је да чује чује песму због радозналости, а својим пратиоцима је рекао да му је Кирка рекла да мора чути песму. Тако су успели да прођу крај сирена.

#### Сцила и Харибда
Кирка му је такође рекла да ће имати избор - може проћи или првим пут кроз који су прошли Јасон и Аргонаути којим могу умрети или сви или нико, али Одисеј је изабрао други пут. На њему су биле два ужасна створења - Сцила и Харибда. Сцила је имала шест глава и могла је појести шесторо људи. Одисеј је послушао савет и пловио близу Сциле која је појела његових шест људи, али остале није дирала. Одисеј пре тога није рекао својој посади оно што их чека како се не би успаничили јер би онда сви завршили у персонификацији вртлога - Харибди. Ово је побунило посаду, али су наставили даље.

#### Хелијево стадо
Одисеј је стигао са посадом на острву Тринација где је Хелије чувао своја света стада. Тиресија је упозорио Одисеја да не дирају ту стоку. У почетку Одисеј није желео да пристане на острво, али је избила побуна у посади и нерадо је пристао, али им је наредио да не дирају стоку. Посада је, међутим, одлучила да ухвати и поједе животиње. Чувари острва - Лампетија и Фаетуса - рекли су свом оцу Хелију шта се догодило. Хелије се пожалио Зевсу, рекавши да ће сакрити Сунце ако он не донесе правду. Зевс је уништио брод помоћу муње и убио све људе осим Одисеја.
Хомер то посебно посебно и у инвокацији Одисеје: 

Али ни тако другова он не спасе, ако и жеље.

Јер смрт нађоше сами због својега дрскога греха.
 
Јести идући стадо, лудаци, Хипериона
 
Хелија, који је дан за повратак узео њима.

#### Калипса
Одисеја је, након бродолома, море избавило на Огигију где је живела нимфа Калипса, Атласова ћерка. Били су љубавници седам година и није га пустила да оде, обећавајући му бесмртност ако остане. Одисеја је веома привлачила ноћу, али је даљу плакао за својим домом и породицом.
Након седам година, богови су одлучили да је време да га Калипсо пусти. Зевс је, на Атинину интервенцију, послао Хермеса да то каже нимфи. Одисеј је потом отишао на сплав снабдевен храном, водом и вином.

#### Алкинојев двор
Убрзо је његов стари непријатељ Посејдон послао олују која га је избацила на острво Шерију где су живели Феачани. Ту га је пронашла Наусикаја, кћерка краља Алкиноје. Уз мало Атинине помоћи, стигао је до двора.
Тамо га је краљ великодушно примио. На гозби је дворски певач певао о Тројанском рату, а Одисеј је заплакао. А потом је краљу испричао ко је и све о својим искуствима. Након тога, Феачани су му понудили да га бродовима одведу у Итаку. Без обзира на Посејдона који је желео да спречи Одисејов повратак, Зевс га је убедио да то не учини и окренуо брод и послао Одисеја кући.

#### Итака
У Итаки, Одисејева супруга Пенелопа је одбијала много просаца. Одисејев син Телемах је одрастао, његов отац Лаерт је био скрхан, али његова мајка Антиклеја је умрла од туге. Одисеја, у тренутку његовог доласка, Атина претворила у просјака, да би могао да се освети просцима.
Одисеј, под именом Еперит, дошао у свој дом где га је препознао његов верни пас Арго и махнуо му репом, али Одисеј је морао да буде равнодушан да се не открио и пас је умро од туге. Одисеја је затим дочекао његов свињар Еумеј, који га није препознао, али га је поздравио и лепо се односио према њему и показао му да му је и даље веран.
Дошао је на двор рекавши да има вести о Одисеју за Пенелопу. Док му је прала ноге, прва га је препознала по ожиљку његова стара дадиља Еуриклеја, али он јој је он наредио да је ћути. Одисеј је такође сазнао да му је Пенелопа увек била верна (што се за њега није исто могло рећи). Наиме, рекла је да ће се удати када заврши са ткањем погребне тканине, али сваке вечери је, пошто ју је исткала, поново распарала. На крају, једна од слушкиња ју је издала просцима који су потом тражили да изабере себи мужа. Просци су затим јели, пили и уништили Одисејеву имовину.
Прикривени Одисеј је рекао Пенелопи да је видео Одисеја и да је рекао да Пенелопину рука може да добије онај који испуца стрелом преко дванаест оси секира. Наиме, то је ишло у Одисејеву корист јер је само он могао да управља властитим луком. Пенелопа је тада прогласила то што је Одисеј рекао. Просци су покушали, али ниједан није успео. Онда је Одисеј узео лук у руке и успео. Атина га је раскирнкала, он је из њену, Телемахову и Еумејеву помоћ убио све просце, осим Медона и Фемија. Медон је био пристојан према Пенелопи, а Фемије је био локални певач који је био присиљен да помогне просцима.
Пенелопа још увек није била сигурна да ли је њен муж подвргао искушењу. Пред њим је рекла слушкињи да намести Одисејев кревет и да га извади из спаваонице. Одисеј је био зачуђен јер је знао да је кревет направљен од стабла маслиновог дрвета, који је уједно и био темељ читаве куће - кревет се стога није могао померити. То јој је рекао, а пошто су само они за то знали, Пенелопа му се бацила у загрљај.
На крају Одисеј је срео свог оца Лаерта, и Атина је смирила зараћене стране - породице просаца који су желеле освету. Овде се завршава Хомерова Одисеја, али Одисеј је требало да направи још једно путовање, према Тиресијиним речима, како би могао да живи срећно и да умре у дубокој старости.

#### Одисејева породица
Одисејева жена се звала Пенелопа са којом је имао сина Телемаха. Његов отац је био Лаерт и његова мајка Антиклеја. 
Одисеј није био потпуно веран Пенелопи. Наиме, ово су његови потомци са другим женама:
- са Пенелопомом: Телемах, Полипорт;
- са Кирком: Телегон, Ардеј;
- са Калипсом: Наусиној;
- са Калидиком: Полипет

Телегонија (Τηλεγόνεια, Θεσπρωτίς) је еп - наставак Одисеје. Одисејев и Киркин син Телегон долази на острво Итака како би тражио оца и у једном пљачкашком походу убија Одисеја не знајући да је му је то отац.

### Дела исте тематике
- Џејмс Џојс: Уликс (Роман-метафора Одисејевих лутања)
- Маргарет Атвуд: Пенелопијада (еп, Одисеја из Пеналопине перспективе)
- Никос Казантзакис: Одисеја - модерни наставак (еп)